# Klaus Froboese
Klaus Froboese (* 31. August 1947 in Bremen; † 25. Januar 2019 in Berlin) war ein deutscher Opernregisseur und von 1991 bis 2008 Intendant des Opernhauses Halle.

## Werdegang
Während des Studiums der Opernregie an der Hochschule für Musik in München (u. a. bei Heinz Arnold) arbeitete er beim Bayerischen Rundfunk sowie bei den Bayreuther Festspielen und war als Regieassistent in München und Augsburg tätig.
Nach Engagements als Regieassistent und Regisseur u. a. in Braunschweig und Bern war er von 1976 bis 1991 Oberspielleiter am Theater Regensburg und am Stadttheater Bern. In diese Zeit fallen zahlreiche Inszenierungen in Deutschland sowie im Ausland (u. a. Wien, Klagenfurt, Rom, Triest, Barcelona, Lissabon, Dublin, Teheran); außerdem unterrichtete Froboese am Institute for Performing Arts in Hartford/Connecticut.
Von 1991 bis 2008 war Klaus Froboese Intendant des Opernhauses Halle. In dieser Funktion machte er sich einen Namen insbesondere im Bereich der Barockoper, u. a. im Rahmen der Internationalen Händel-Festspiele Halle. 1992 wurde auf sein Betreiben hin das Händel-Festspiel-Orchester gegründet, das damals weltweit einzige auf Barockmusik spezialisierte Ensemble innerhalb eines Opernorchesters.
Unter Froboeses Intendanz gastierte das Opernhaus Halle erfolgreich mit Konzerten und Bühnenproduktionen in Italien, Frankreich, Spanien, Irland, Großbritannien und der Schweiz und pflegte eine regelmäßige Zusammenarbeit mit dem Goethe-Theater in Bad Lauchstädt.
Von 2004 bis 2009 war Klaus Froboese Jurymitglied des Gesangswettbewerbs Toti dal Monte in Treviso und des Internationalen Gesangswettbewerbs von Passau.
Von 2008 bis 2010 war er als Berater in Kulturangelegenheiten für die Stadt Halle tätig und von 2008 an Mitglied des Kuratoriums der Händel-Stiftung der Stadt Halle.
2013 organisierte er im Auftrag der Florentiner Fondazione Cesifin einen vielbeachteten Internationalen Kongress zum Thema Finanzierung und Organisation von Opernhäusern, der im Palazzo Vecchio von Florenz stattfand.
Klaus Froboese war Mitglied der Musiktheater-Akademie Wien und der Chambre professionnelle des Dirécteurs d’Opéra mit Sitz in Paris.

## Preise und Auszeichnungen
1999 wurde Klaus Froboese vom Bundespräsidenten Roman Herzog mit dem Bundesverdienstkreuz ausgezeichnet. Die Uraufführung der Oper „Scherz, Satire, Ironie und tiefere Bedeutung“ des Henze-Schülers Detlev Glanert am Opernhaus Halle erhielt 2001 den Bayerischen Theaterpreis (Laudatio: Bundesaußenminister a. D. Hans-Dietrich Genscher). 2006 wurde Klaus Froboese der Händelpreis der Stadt Halle verliehen.

## Inszenierungen
Klaus Froboese inszenierte über 90 Opern. Genannt seien u. a. L’italiana in Algeri, La Cenerentola, Il barbiere di Siviglia, Falstaff, Don Pasquale, The Rake’s Progress, Così fan tutte, Le nozze di Figaro, La Bohème, Der verlorene Sohn, Hiob, Orpheus in der Unterwelt, Wozzeck, Serse, Rusalka, Il campiello, Andrea Chénier, Gianni Schicchi, L’elisir d’amore, Ariadne auf Naxos, Der Florentiner Hut oder Hänsel und Gretel.